# Jean-Robert Menelas
Jean-Robert Menelas, né le 11 décembre 1972 à La Gonâve, est un footballeur haïtien. Il évolue au poste d'attaquant du milieu des années 1990 au milieu des années 2000.

## Biographie

### Carrière en club
Jean-Robert Menelas effectue toute sa carrière au Roulado FC, club de l'île de La Gonâve. Avec cette équipe, dont il est le capitaine, il remporte le championnat haïtien à deux reprises, en 2002 et 2003. En 1993, année de remontée du club en 1re division, il termine meilleur buteur de la saison avec 22 buts marqués. D'ailleurs, il inscrit durant sa carrière en club 158 buts dont 116 en D1.
En guise d'hommage à sa carrière, le 16 septembre 2015, le numéro 7 qu'il portait en tant que joueur est retiré des maillots du Roulado FC.

### Carrière en sélection
Jean-Robert Menelas est sélectionné 17 fois en équipe nationale, entre 1998 et 2003, avec un total de 10 buts marqués. Il participe avec son pays à la Gold Cup en 2000 puis, la même année, il prend part aux éliminatoires de la Coupe du monde 2002 où il dispute sept rencontres en marquant quatre buts, dont un triplé face aux Bahamas, le 1er avril 2000 (voir ci-dessous).
Buts en sélection
| Buts en sélection de Jean-Robert Menelas | Buts en sélection de Jean-Robert Menelas | Buts en sélection de Jean-Robert Menelas                   | Buts en sélection de Jean-Robert Menelas | Buts en sélection de Jean-Robert Menelas | Buts en sélection de Jean-Robert Menelas | Buts en sélection de Jean-Robert Menelas |
|                                          | Date                                     | Lieu                                                       | Adversaire                               | Score                                    | Résultat                                 | Compétition                              |
| ---------------------------------------- | ---------------------------------------- | ---------------------------------------------------------- | ---------------------------------------- | ---------------------------------------- | ---------------------------------------- | ---------------------------------------- |
| 1.                                       | 22 juillet 1998                          | Independence Park, Kingston (Jamaïque)                     | Antilles néerlandaises                   | 0-1                                      | 0-4                                      | CAR 1998                                 |
| 2.                                       | 31 juillet 1998                          | Hasely Crawford Stadium, Port of Spain (Trinité-et-Tobago) | Antigua-et-Barbuda                       | 2-3                                      | 2-3                                      | CAR 1998                                 |
| 3.                                       | 11 mars 2000                             | Stade Sylvio-Cator, Port-au-Prince (Haïti)                 | Dominique                                | 3-0                                      | 4-0                                      | QCM 2002                                 |
| 4.                                       | 1er avril 2000                           | Stade Sylvio-Cator, Port-au-Prince (Haïti)                 | Bahamas                                  | 2-0                                      | 9-0                                      | QCM 2002                                 |
| 5.                                       | 1er avril 2000                           | Stade Sylvio-Cator, Port-au-Prince (Haïti)                 | Bahamas                                  | 5-0                                      | 9-0                                      | QCM 2002                                 |
| 6.                                       | 1er avril 2000                           | Stade Sylvio-Cator, Port-au-Prince (Haïti)                 | Bahamas                                  | 8-0                                      | 9-0                                      | QCM 2002                                 |
| 7.                                       | 22 novembre 2002                         | Stade Sylvio-Cator, Port-au-Prince (Haïti)                 | Antilles néerlandaises                   | 0-3                                      | 0-3                                      | QGC 2003                                 |
| 8.                                       | 23 février 2003                          | Estadio Alejandro Villanueva, Lima (Pérou)                 | Pérou                                    | 3-1                                      | 5-1                                      | Match amical                             |
| 9.                                       | 26 mars 2003                             | Independence Park, Kingston (Jamaïque)                     | Martinique                               | 1-1                                      | 2-1                                      | QGC 2003                                 |
| 10.                                      | 26 mars 2003                             | Independence Park, Kingston (Jamaïque)                     | Martinique                               | 2-1                                      | 2-1                                      | QGC 2003                                 |

## Palmarès

### En club
Roulado FC
- Championnat d'Haïti (2) :
  - Champion : 2002 (ouverture) et 2003 (clôture).
  - Vice-champion : 2000.

### Distinctions individuelles
- Meilleur buteur cumulé de l'histoire du championnat d'Haïti (D1) : 116 buts.
- Meilleur buteur du championnat en 1993 (22 buts) et meilleur buteur de l'année civile 2002 avec 16 buts.